# Canton de Sainte-Marie-2-Sud
Pour les articles homonymes, voir Canton de Sainte-Marie.
Le canton de Sainte-Marie-2-Sud était une division administrative française située dans le département et la région de la Martinique.

## Histoire
En Martinique, le canton de Sainte-Marie-2-Sud était, avec le canton de Sainte-Marie-1-Nord, l'un des deux cantons créés en 1985, en remplacement du canton de Sainte-Marie.
À la suite des élections territoriales de décembre 2015 concernant la collectivité territoriale unique de Martinique, le conseil régional et le conseil général sont remplacés par l'assemblée de Martinique. De fait, les cantons disparaissent.

## Géographie
Dépendant de l'arrondissement de La Trinité, le canton de Sainte-Marie-2-Sud était l'un des deux cantons correspondant à une partie de la commune de Sainte-Marie.

## Administration
| Période | Période          | Identité            | Étiquette | Qualité                              |
| ------- | ---------------- | ------------------- | --------- | ------------------------------------ |
| 1985    | 1988             | Marcel Belfroy      | RPR       |                                      |
| 1988    | 2004             | Roger Jeanne        | DVG       | Conseiller municipal de Sainte-Marie |
| 2004    | 2012 (démission) | Bruno Nestor Azérot | App. RDM  | Maire de Sainte-Marie depuis 2008    |
| 2012    | décembre 2015    | Paulette Bérimey    | DVG       | Coordinatrice des écoles             |

## Composition
Le canton de Sainte-Marie-2-Sud se composait uniquement d'une partie de la commune de Sainte-Marie et comptait 10 325 habitants (population municipale) au 1er janvier 2012,.

## Démographie
| 1990 | 1999   | 2006   | 2009   | 2012   |
| ---- | ------ | ------ | ------ | ------ |
| -    | 11 659 | 11 735 | 11 376 | 10 325 |